# Heterostegania nigrofusa
Heterostegania nigrofusa är en fjärilsart som beskrevs av W. Warren 1893. Heterostegania nigrofusa ingår i släktet Heterostegania och familjen mätare. Inga underarter finns listade i Catalogue of Life.